# Pánuco (Sinaloa)
San Nicolás de Pánuco es una localidad mexicana perteneciente al municipio de Concordia, Sinaloa. Está situada en la Sierra Madre Occidental, a la orilla del río Presidio.
Desde el siglo XVI fue un importante centro minero que también era conocido como Las Vetas de Pánuco, en un principio su explotación estuvo a cargo del capitán Francisco de Ibarra, que falleció el 17 de agosto de 1575 en el Mineral de Pánuco. Francisco Javier de Vizcarra Moreno se estableció en la región en la segunda mitad del siglo XVIII, quien por lo productivo de esta actividad y los beneficios de las extracciones para la Nueva España y la Iglesia Católica de aquella época le fue otorgado el título de marqués de Pánuco, título vigente hasta hoy.
En 1839, la mina paso de las manos de los Vizcarra a Juan Nepomuceno Machado de Souza (de Mazatlán) y a Ignacio Fletes (de El Rosario). Machado era nacido en Manila pero tenía pasaporte inglés, y había conocido a James Matheson y el basco F.X. Ezpeleta en Calcuta alrededor de 1822.  En 1825, Machado se trasladó a Mazatlán, y en 1837 como aviador de minas, con la meta de exportar plata a Cantón.  Su ex socio Ezpeleta era gerente 1830-1835 de las minas de mercurio de Almaden en España, y Ezpeleta mando barcos a Mazatlán al menos en 1831, y así podemos suponer que Machado exportaba plata de la región de Panuco también a Bordeaux, además de Cantón. 
Posteriormente en el siglo XIX gran parte de sus extracciones eran exportadas principalmente a Estados Unidos e Inglaterra. Era tal la fama de la producción minera de Pánuco que en 1847 el almirante inglés George Seymour, capitán del HMS Collingwood, cabalgó desde Mazatlán hasta esta población para conocer sus minas y su método de extracción.
Alexander von Humboldt, en su mapa del año 1800, se refiere a esta población como San Nicolás de Pánuco.

## Francisco Javier de Vizcarra Moreno, I marqués de Pánuco
A mediados del siglo XVIII se estableció en la región el acaudalado minero Francisco Javier de Vizcarra quien recibió el título de marqués de Pánuco debido a los resultados de su actividad minera iniciada en las entonces llamadas Vetas de Pánuco, por su apoyo a las reformas borbónicas y la construcción de templos barrocos en Sinaloa, entre otras actividades filantrópicas. La familia Vizcarra fue una de las más importantes familias españolas que vino al territorio de las Indias en la segunda mitad del siglo XVII y jugó un papel importante en la política virreinal de México, Perú y Chile. 
En su momento, el Marqués obsequió a la Iglesia católica un estofado de oro para el templo del Rosario. Aunque el título de marqués en la actualidad cuenta con un significado equiparable a otras mercedes otorgadas en el siglo XVIII por la Corona española, esta fue considerada en su momento como una corona de Indias. 
Posteriormente el marqués de Pánuco adquirió la hacienda de la Sauceda en Cocula que había pertenecido a los jesuitas hasta su expulsión de la Nueva España. Dicha propiedad actualmente es un museo.
Francisco Javier de Vizcarra y Moreno (1730-1790), I marqués de Pánuco.
Casó con Josefa del Castillo y Pesquera.
Casó con María Anna de Arbuzialde y Porres-Baranda, hija del Alférez Agustín de Arzubialde e Izaguirre y de Josefa de Porres-Baranda y Gamboa. Le sucedió, de su primer matrimonio, su hijo:
José Apolinario de Vizcarra y del Castillo (1755-1796), II marqués de Pánuco. Sacerdote. Sin descendientes. Le sucedió su hermanastro, hijo de su padre y de su segunda esposa:
José Francisco de Vizcarra y Arzubialde (n. en 1780), III marqués de Pánuco.
Casó con Ignacia de Abad y Arreola. Le sucedió su hijo:
José María de Vizcarra y Abad, IV marqués de Pánuco.
Casó con María Guadalupe Portillo y Sánchez-Hidalgo.
Fueron sus hijos:
José María de Vizcarra y Portillo casado con Cristina Cortina, sin sucesión;
Concepción Vizcarra y Portillo casada con Samuel B. Knight, con sucesión;
Dolores Vizcarra y Portillo casada con Miguel Evaristo Palomar y García-Sancho, hijo del Gobernador José Palomar y Rueda, con sucesión;
Luis Vizcarra y Portillo casado con Manuela García-Teruel y Manso, con sucesión;
Guadalupe Vizcarra y Portillo que no tomó estado;
Ana Vizcarra y Portillo casada con Senén Palomar y García-Sancho, con sucesión.
El Título quedó vacante hasta ser rehabilitado por su nieta en 1927.
Rehabilitado en 1927 por:
Luz Vizcarra y García de Teruel (f. en 1961), V marquesa de Pánuco. Hija de Luis Vizcarra y Portillo (hijo del cuarto marqués) y de Manuela García-Teruel y Manso, por tanto nieta del cuarto marqués de Pánuco.
Casó con su primo hermano Senén Palomar y Vizcarra. Tuvieron dos hijos y otra adoptada. Los dos primeros fallecieron durante su niñez y la tercera hija adoptada falleció sin descendencia. Le sucedió una nieta de Dolores Vizcarra y Portillo (hija del cuarto marqués) que casó con Miguel Evaristo Palomar y García-Sancho, por tanto bisnieta del cuarto marqués:
María de la Concepción Knight y Goribar (n. en 1898), VI marquesa de Pánuco, desde 1962.
Casó con José de Cervantes y Anaya. Le sucedió, en 1973, por cesión, su hijo:
José Cervantes Knight (4 de noviembre de 1927-10 de mayo de 2002), VII marqués de Pánuco, Infanzón de Illescas.
Casó con Celia Sepúlveda y de la Fuente.
Son sus hijos:
Ana Paula Cervantes y Sepúlveda nació el 3 de agosto de 1971, casó con Sami David David, con descendencia.
Adela Cervantes y Sepúlveda nació el 31 de agosto de 1972, casó con Fernando Domínguez Ontañon (matrimonio anulado por la iglesia el 20 de septiembre de 2007) tuvieron 4 hijos:
José Fernando Domínguez Cervantes nació el 14 de octubre de 1993
Carlos Domínguez Cervantes nació el 8 de noviembre de 1995
Paola Domínguez Cervantes nació el 14 de enero de 1998
Alejandro Domínguez Cervantes nació el 9 de septiembre de 1999